# Solomatin
Solomatin je priimek več oseb:
- Andrej Jurjevič Solomatin, ruski nogometaš
- Mihail Dimitrijevič Solomatin, sovjetski general
- Boris Aleksandrovič Solomatin, častnik sovjetskega KGB